# Tetractinellida
Ordre
Synonymes
- ordre Ancorinida Reid, 1968[2]
- ordre Choristida Sollas, 1885[2]
- ordre Craniellida Reid, 1968[2]
- ordre Poecillastrida Reid, 1968[2]
- sous-ordre Dicranocladina Schrammen, 1924[2]
- sous-ordre Megamorina Zittel, 1878[2]
- sous-ordre Rhizomorina Zittel, 1878[2]
- sous-ordre Tetracladina Zittel, 1878[2]

Les Tetractinellida sont un ordre d'éponges marines de la classe des Demospongiae. 

## Systématique
Ce taxon a été décrit par William Marshall (es) en 1876.
En 2023, une équipe de l'université d'Uppsala menée par le spongiologue français Paco Cárdenas publie le génome complet de Geodia barretti. C'est le premier génome publié pour toutes les espèces de l'ordre des Tetractinellida.

## Liste des sous-ordres
Selon World Register of Marine Species (11 novembre 2020) :
- sous-ordre Astrophorina Sollas, 1887
- sous-ordre Spirophorina Bergquist & Hogg, 1969
- sous-ordre Thoosina Carballo, Bautista-Guerrero, Cárdenas, Cruz-Barraza & Aguilar-Camacho, 2018

## Liste des familles
Selon World Register of Marine Species (11 novembre 2020) :
- famille Ancorinidae Schmidt, 1870
- famille Azoricidae Sollas, 1888
- famille Calthropellidae Lendenfeld, 1907
- famille Corallistidae Sollas, 1888
- famille Geodiidae Gray, 1867
- famille Isoraphiniidae Schrammen, 1924
- famille Macandrewiidae Schrammen, 1924
- famille Neopeltidae Sollas, 1888
- famille Pachastrellidae Carter, 1875
- famille Phymaraphiniidae Schrammen, 1924
- famille Phymatellidae Schrammen, 1910
- famille Pleromidae Sollas, 1888
- famille Samidae Sollas, 1888
- famille Scleritodermidae Sollas, 1888
- famille Siphonidiidae Lendenfeld, 1903
- famille Spirasigmidae Hallmann, 1912
- famille Stupendidae Kelly & Cárdenas, 2016
- famille Tetillidae Sollas, 1886
- famille Theneidae Carter, 1883
- famille Theonellidae Lendenfeld, 1903
- famille Thoosidae Cockerell, 1925
- famille Thrombidae Sollas, 1888
- famille Vulcanellidae Cárdenas, Xavier, Reveillaud, Schander & Rapp, 2011